# Dominique Casagrande
Dominique Casagrande (født 8. maj 1971 i L'Union, Frankrig) er en fransk tidligere fodboldspiller (målmand).
Casagrande tilbragte størstedelen af sin karriere i hjemlandet, hvor han repræsenterede blandt andet Nantes, Paris Saint-Germain og Saint-Étienne. Han havde også et ét-årigt ophold i Spanien hos Sevilla FC.
I 1995 vandt Casagrande det franske mesterskab med Nantes.

## Titler
Ligue 1
- 1995 med Nantes

Trophée des Champions
- 1998 med Paris Saint-Germain